# Manuel Preciado
Pour les articles homonymes, voir Preciado et Rebolledo.
Manuel Manolo Preciado Rebolledo né le 28 août 1957 à El Astillero (Cantabrie, Espagne) et mort le 6 juin 2012 à Sueca (Espagne), est un footballeur et entraîneur espagnol. Après sa retraite de joueur, il exerce la fonction d'entraîneur de football dans plusieurs clubs espagnols. Il a connu cinq promotions en division supérieure dans sa carrière d'entraîneur.

## Carrière

### Carrière de joueur
Il est formé au Racing de Santander, et débute dans l'équipe première, en première division lors de la saison 1977-1978. Il devient un titulaire indiscutable la saison suivante qui se termine par une relégation en seconde division. Après deux saisons en deuxième division, le club remonte et il dispute une dernière saison avec le Racing. Il arrive au Linares CF, où il passe deux saisons en deuxième division. La deuxième saison se terminant par une relégation en  
troisième division. Il continue sa carrière la saison suivante à Majorque toujours en deuxième division. Après une saison au CD Ourense, il finit sa carrière durant cinq ans à Gimnástica de Torrelavega entre les troisième et quatrième division espagnoles.

### Carrière d'entraîneur
Il commence sa carrière d'entraîneur, lors de la saison 1995-1996, dans le club de Gimnástica de Torrelavega, où il a terminé sa carrière de joueur. Le club retombé en quatrième division, remonte en troisième division. La saison suivante, avec la réserve du Racing de Santander, il obtient une deuxième promotion consécutive en troisième division. Pour la deuxième fois d'affilée, il ne reste pas dans le club qu'il vient de faire monter. Il revient trois ans après, diriger la réserve de Santander pour les 14 derniers matchs de la saison 2000-2001. Il n'empêche pas la descente du club en quatrième division qui remonte sous ses ordres dès la saison suivante.
Après avoir dirigé durant 3 saisons (en deux fois) la réserve de Santander, il est nommé entraîneur de l'équipe fanion qui évolue en première division, au début de la saison 2002-2003, mais il ne termine pas la saison, puisqu'il démissionne le 20 janvier. En effet, à la suite du rachat du club par Dmitry Pietrman (en), ce dernier prétend qu'il va entraîner l'équipe, Preciado démissionne donc. Il rebondit la saison suivante, en deuxième division à Levante. La saison s'achève par l'accession à la première division, avec le titre de champion qui est son premier titre en tant qu'entraîneur . Il ne continue pas à Levante et reste en deuxième division la saison suivante, en prenant les rênes du Real Murcie, mais il est licencié au bout de 13 matchs, le 23 novembre.
Lors de la saison 2005-2006, il revient au Racing Santander et démissionne à la 34e journée, le 25 avril 2006, car il s'estime « être un obstacle » alors que le club compte un point d'avance sur la zone de relégation. Le club se maintiendra finalement avec un point d'avance sur le Deportivo Alavès.
Il est nommé entraîneur du Real Sporting de Gijón en 2006. Le club évolue alors en deuxième division. Lors de sa deuxième saison au club, Gijón finit à la troisième place et obtient sa promotion à l'étage supérieur. Lors des saisons 2008-2009 et 2009-2010, le club finit respectivement 14 et 15e et assure à chaque fois son maintien en première division.
Une polémique se déclare en novembre 2010, entre Preciado et José Mourinho, entraîneur du Real Madrid, avant le match opposant leur équipes respectives, puisque ce dernier l'accuse d'avoir aligné une équipe bis lors du déplacement, le 22 septembre de Gijón sur le terrain du FC Barcelone,. Preciado accuse alors Mourinho de "mauvais collègue" et de "canaille". Le Real Madrid s'imposera 1-0. Lors du match retour, l'entraîneur espagnol met un terme au record impressionnant de Mourinho (neuf ans sans défaite à domicile en championnat) en battant ce dernier 1-0 au stade Santiago-Bernabéu. Entre-temps, le 13 mars 2011, il atteint le nombre de 200 matchs comme entraîneur du Sporting comme José Manuel Díaz Novoa (es) et Vicente Miera avant lui. Le 31 janvier 2012, après une moitié de saison difficile (le club est 19e avec 3 points de retard sur le premier non-relégable), il est limogé . Preciado a donc dirigé 232 matchs du Sporting durant ces cinq ans et demi au club. Seul José Manuel Díaz Novoa (282 matchs) aura dirigé plus de matchs que lui au club.
Le 6 juin 2012, Manolo Preciado devient l'entraîneur de Villarreal CF qui joue la saison 2012-2013 en deuxième division après avoir été relégué la saison précédente. Cependant, il décède quelques heures plus tard d'une crise cardiaque, alors que sa présentation officielle devait avoir lieu lors d'une conférence de presse le 8 juin.

## Statistiques

### Joueur
| Club                      | Pays    | Division   | Saison    | Matchs | Buts |
| ------------------------- | ------- | ---------- | --------- | ------ | ---- |
| Racing de Santander       | Espagne | Division 1 | 1977-1978 | 1      | 0    |
| Racing de Santander       | Espagne | Division 1 | 1978-1979 | 32     | 0    |
| Racing de Santander       | Espagne | Division 2 | 1979-1980 |        |      |
| Racing de Santander       | Espagne | Division 2 | 1980-1981 |        |      |
| Racing de Santander       | Espagne | Division 1 | 1981-1982 | 26     | 1    |
| Linares CF                | Espagne | Division 2 | 1982-1983 | 33     | 0    |
| Linares CF                | Espagne | Division 2 | 1983-1984 | 35     | 0    |
| RCD Majorque              | Espagne | Division 2 | 1984-1985 | 13     | 0    |
| Deportivo Alavés          | Espagne | Division 3 | 1985-1986 | 41     | 0    |
| CD Ourense                | Espagne | Division 3 | 1986-1987 |        |      |
| Gimnástica de Torrelavega | Espagne | Division 3 | 1987-1988 |        |      |
| Gimnástica de Torrelavega | Espagne | Division 4 | 1988-1989 |        |      |
| Gimnástica de Torrelavega | Espagne | Division 4 | 1989-1990 |        |      |
| Gimnástica de Torrelavega | Espagne | Division 3 | 1990-1991 |        |      |
| Gimnástica de Torrelavega | Espagne | Division 3 | 1991-1992 |        |      |

### Entraîneur
| Club                      | Pays    | Division   | Saison    | Matchs dirigés | Bilan fin de saison                                                 |
| ------------------------- | ------- | ---------- | --------- | -------------- | ------------------------------------------------------------------- |
| Gimnástica de Torrelavega | Espagne | Division 4 | 1995-1996 | 38             | Montée en Division 3                                                |
| Racing de Santander B     | Espagne | Division 4 | 1996-1997 | 38             | Montée en Division 3                                                |
| Gimnástica de Torrelavega | Espagne | Division 3 | 2000-2001 | 0              | Ne commence pas la saison                                           |
| Racing de Santander B     | Espagne | Division 3 | 2000-2001 | 14             | Arrivée en cours de saison, journées 25 à 38 Descente en Division 4 |
| Racing de Santander B     | Espagne | Division 4 | 2001-2002 | 38             | Montée en Division 3                                                |
| Racing de Santander       | Espagne | Division 1 | 2002-2003 | 18+1 1         | Licencié après la 18e journée                                       |
| Levante UD                | Espagne | Division 2 | 2003-2004 | 42+4           | Titre et accession en Division 1                                    |
| Real Murcie               | Espagne | Division 2 | 2004-2005 | 13+1           | Licencié après la 13e journée                                       |
| Racing de Santander       | Espagne | Division 1 | 2005-2006 | 34+1           | Démission après la 34e journée                                      |
| Sporting de Gijón         | Espagne | Division 2 | 2006-2007 | 42+1           | 13e                                                                 |
| Sporting de Gijón         | Espagne | Division 2 | 2007-2008 | 42+1           | Montée en Division 1                                                |
| Sporting de Gijón         | Espagne | Division 1 | 2008-2009 | 38+6           | 14e                                                                 |
| Sporting de Gijón         | Espagne | Division 1 | 2009-2010 | 38+2           | 15e                                                                 |
| Sporting de Gijón         | Espagne | Division 1 | 2010-2011 | 38+2           | 10e                                                                 |
| Sporting de Gijón         | Espagne | Division 1 | 2011-2012 | 20+2           | Licencié après la 21e journée                                       |

- Note 1 : Les chiffres après les +, correspondent au nombre de matchs effectués en Coupe du roi

## Vie personnelle
Il a commencé des études de médecine qu'il n'a jamais terminé. En 2004, sa femme meurt d'un cancer et un de ses deux fils se tue lors d'un accident de moto.

## Palmarès
- Championnat d'Espagne de D2 : 2004
- Trophée Miguel Muñoz de meilleur entraîneur en deuxième division : 2008